# 福井まちなか文化施設 響のホール
福井まちなか文化施設 響のホール（ふくいまちなかぶんかしせつ ひびきのホール）は、かつて福井県福井市中央一丁目にあった文化施設である。通称「響のホール」。コンセプトは「五感で、感じる場所。」である。

## 概要
かつて山一證券福井支店があった土地を福井市が2001年に取得し新築、2004年6月12日にオープン。第三セクターのまちづくり福井株式会社と有限会社レヴ・コミュニケーションズによって運営されてきた。ホール1階席は2階席下部へ収納可能で、収納時はステージ前の平面スペースとしてライブハウス的な使用もできた。
オープン当初から地元の演劇団体を中心に演劇公演を行ってきたが、搬入口が大通りに面していることと一時地下駐車場の整備工事により演劇公演は減少。しかし、地下駐車場完成からまた演劇の回数は増加。また、音楽のライヴを中心にイベントが多数行われてきた。地下のレコーディングスタジオは、回数券や学生割引、提携駐車場の料金割引のサービスを行っていたが、開業当初のスタジオ稼働率が60%を超えていたのに対し閉鎖直前は30%までに落ち込んでいた。
福井駅西口の再開発事業に伴い、2020年秋以降の所在街区全棟の解体が決まり、同年6月30日をもって設備の搬出が大掛かりになるホール部を閉鎖した。

## 構造
- 6階 - パフォーミングBOX・会議室・響のホール事務室
- 4階 - 響のホール2階席（47席）
- 3階 - 響のホール1階席（最大166席）・舞台
- 2階 - ホールロビー・楽屋・主催者控室
- 1階 - 入口・Relax Cafe
- 地下1階 - レコーディングスタジオ・案内所（プレイガイド・スタジオ受付）

## 周辺
- 福井駅・福井駅電停
- 西武福井店
- 福井ロフト
- 福井県庁
- 福井市役所